# Peter B. Bensinger

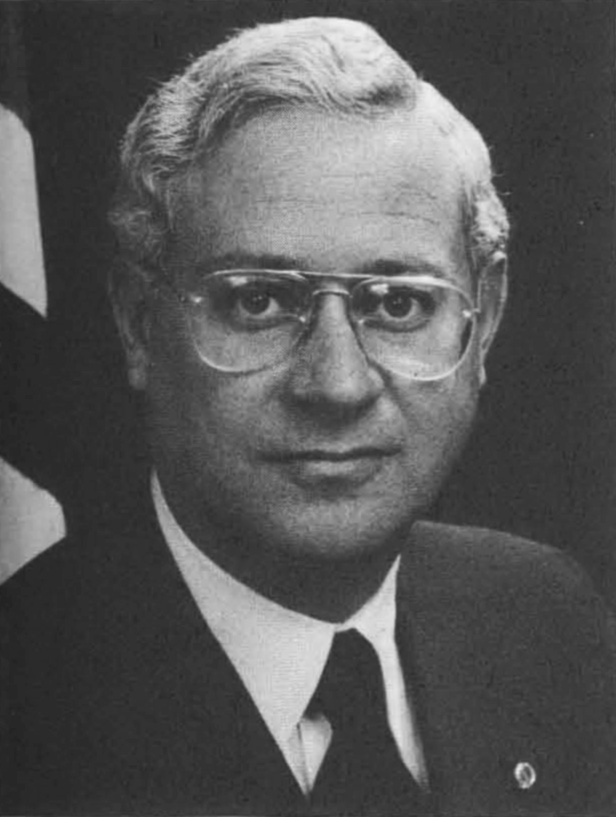
Peter B. Bensinger

Peter Benjamin Bensinger (* 24. März 1936 in Chicago, Illinois; † 11. Februar 2025) war ein US-amerikanischer Regierungsbeamter und Unternehmensberater, der zwischen 1976 und 1981 Direktor der Drogenvollzugsbehörde DEA (Drug Enforcement Administration) war und 1982 Präsident und Chief Executive Officer (CEO) der von ihm mitbegründeten Unternehmensberatung Bensinger, DuPont & Associates wurde.

## Leben
Peter Benjamin Bensinger, Sohn von Benjamin Edward Bensinger und Linda Ulkus Galston, begann nach dem Besuch der renommierten Phillips Exeter Academy 1954 ein grundständiges Studium an der Yale University und schloss dieses 1958 mit einem Bachelor of Arts (BA) ab. Danach war er zwischen 1958 und 1968 für den Sportartikelhersteller Brunswick Corporation tätig und dort unter anderem Gesamtverkaufsleiter für Europa sowie Leiter der Warenabteilung. Daraufhin war er von 1970 bis 1973 Leiter der Strafvollzugsbehörde (Corrections Department) des Bundesstaates Illinois. Außerdem war er zeitweise Präsident der Vereinigung der Leiter der Justizvollzugsanstalten von Illinois (Association of State Correctional Administrators) sowie Trustee der Vereinigung der US-amerikanischen Justizvollzugsanstalten (American Correctional Association). Zugleich war er zwischen 1973 und 1985 Vorstandsmitglied (Board of Directors) von Federal Prison Industries, einem 1934 gegründeten Unternehmen im Besitz der US-Regierung, das Insassen des Bundesamtes für Justizvollzugsanstalten BOP (Federal Bureau of Prisons) beschäftigt, um in Fabriken zu arbeiten. Danach arbeitete er für die Generalstaatsanwaltschaft des Bundesstaates Illinois (Illinois Attorney General) und war zunächst zwischen 1973 und 1975 Geschäftsführender Direktor der Kriminalitätskommission für Chicago sowie anschließend von 1975 bis 1976 Leiter der Abteilung für Opfer von Straftaten. 
Am 23. Januar 1976 wurde Bensinger von US-Präsident Gerald Ford zunächst zum kommissarischen Direktor sowie am 23. Februar 1976 zum Direktor der Drogenvollzugsbehörde DEA (Drug Enforcement Administration) ernannt und damit zum Nachfolger des kommissarischen Direktors Henry S. Dogin. Er bekleidete dieses Amt bis zum 10. Juli 1981 auch unter den US-Präsidenten Jimmy Carter sowie Ronald Reagan. Während seiner Amtszeit ging der Heroinschmuggel in die Vereinigten Staaten von 7 Tonnen auf weniger als 4 Tonnen pro Jahr zurück, während die Todesfälle durch Überdosierung von Heroin von 1976 bis 1980 um 60 Prozent zurückgingen. Es gibt jedoch keine Beweise dafür, dass Bensingers Bemühungen zu diesen Rückgängen beigetragen haben. Ihm wird die Schaffung des Ermittlungsansatzes der DEA zugeschrieben, um Drogenbosse und ihre inländischen Netzwerke ins Visier zu nehmen. In seiner Amtszeit wurden 1978 Bundesgesetze erlassen, die vorsahen, dass die Vermögenswerte, die aus dem illegalen Drogenhandel stammten, von der Regierung eingezogen werden konnten. Er wurde im Juli 1981 durch Justizminister (US Attorney General) William French Smith entlassen, da die Regierung laut Justizminister den Kampf gegen die Betäubungsmittel verlor, und wurde daraufhin von Francis M. Mullen abgelöst. Er war des Weiteren Mitglied des Exekutivkomitees der Internationalen Vereinigung der Polizeichefs IACP (International Association of Chiefs of Police) sowie Ehrenmitglied auf Lebenszeit der Nationalen Sheriff-Vereinigung (National Sheriffs Association). Ferner war er Trustee des Jugendschutzbundes (Juvenile Protective Association) sowie des Nationalen Rates für Kriminalität und Delinquenz (National Council on Crime and Delinquency).
Nach seinem Ausscheiden aus dem Regierungsdienst gründete Peter B. Bensinger 1982 die Unternehmensberatung Bensinger, DuPont & Associates und wurde deren Präsident und Chief Executive Officer (CEO). Das Unternehmen beriet Arbeitgeber bei Drogentests und unterstützte sie bei der Durchführung. 1998 wurde er mit dem Orden der Lincoln Academy of Illinois geehrt.
Er unterstützte die Kandidaturen der Republikaner Rudy Giuliani und John McCain im Vorfeld der Präsidentschaftswahl 2008 sowie von Barack Obama bei der Präsidentschaftswahl 2012. In Chicago war er ferner Mitglied des City Club of Chicago, eine unparteiische, gemeinnützige Mitgliederorganisation mit dem Ziel, die bürgerliche Verantwortung zu fördern, öffentliche Angelegenheiten zu fördern und Chicago, Cook County und Illinois ein Forum für offene politische Debatten zu bieten, sowie Trustee des 1882 eröffneten Ann & Robert H. Lurie Children’s Memorial Hospital of Chicago. Aus seiner am 25. Juli 1969 geschlossenen Ehe mit der Ärztin Judith Anne Schneebeck gingen drei Kinder hervor.

## Veröffentlichungen
- Drugs in the Workplace. Employer’s Rights and Responsibilities (1984)
- A National Perspective. Drugs in the Workplace (1986)

## Hintergrundliteratur
- Drug Enforcement Administration. A Tradition of Excellence, 1973–2008, US Drug Enforcement Administration, 2008, S. 27 (Onlineversion (Auszug))
- James B. Jacobs: Stateville. The Penitentiary in Mass Society, 2015, ISBN 978-0-22621-8-830 (Onlineversion (Auszug))